# Glenfaba (sheading)
Pour les articles homonymes, voir Glenfaba.

Carte des sheadings de l’île de Man.

Glenfaba est un sheading situé sur la côte ouest de l’île de Man.

## Étymologie
Le nom de Glenfaba est ancien et l'on trouve la forme Terra de Glenfaba dans une bulle du pape Grégoire IX, en 1231. Si le terme glen (« vallée ») ne pose pas de problème et se retrouve dans de nombreux toponymes de l'île (Glen Mooar, Glen Helen, etc.), la forme faba est davantage sujette à discussion. Il pourrait s'agir d'une forme génitive du nom feb, qui aurait donné yn Eb, première forme du nom désignant la rivière Neb et qui coule précisément dans le sheading de Glenfaba. Glenfaba veut donc probablement dire « la vallée de la Neb ».

## Paroisses
Le sheading de Glenfaba comprend trois paroisses administratives :
- la ville de Peel, la plus ancienne capitale historique de l’île, créée dans l’ancienne paroisse insulaire de German ;
- la paroisse administrative de German qui comprend le reste de l’ancienne paroisse insulaire de German.
- la paroisse administrative et insulaire de Patrick, au sud de la ville de Peel.